# Christoph Schönberger
Christoph Schönberger (* 1966 in Saarlouis) ist ein deutscher Rechtswissenschaftler. Er ist seit 2020 Professor für Staatsrecht, Staatsphilosophie und Recht der Politik an der Universität zu Köln, wo er das Seminar für Staatsphilosophie und Rechtspolitik leitet. Zuvor lehrte er von 2006 bis 2020 an der Universität Konstanz.

## Leben
Nach dem Abitur absolvierte Schönberger seinen Wehrdienst. Anschließend studierte er von 1987 bis 1992 Rechtswissenschaft und Philosophie an der Universität Bonn. Von 1993 bis 1999 war er wissenschaftlicher Mitarbeiter am Institut für Öffentliches Recht (Bernhard Schlink) der Humboldt-Universität zu Berlin. Dort wurde er 1996 mit der Arbeit Das Parlament im Anstaltsstaat. Zur Theorie parlamentarischer Repräsentation in der Staatsrechtslehre des Kaiserreichs (1871–1918) promoviert. Von 1999 bis 2001 war Schönberger als Rechtsanwalt tätig, von 2001 bis 2005 als wissenschaftlicher Assistent am Institut für Öffentliches Recht (Rainer Wahl) an der Albert-Ludwigs-Universität Freiburg. Dort habilitierte er sich 2005 mit der Arbeit Unionsbürger. Europas föderales Bürgerrecht in vergleichender Sicht.
Schönberger hatte ab 2006 den Lehrstuhl für Öffentliches Recht, Europarecht, Vergleichende Staatslehre und Verfassungsgeschichte an der Universität Konstanz inne. Von Oktober 2017 bis 2018 war er an der Universität Konstanz zudem Dekan der Sektion Politik-Recht-Wirtschaft, in der die drei Fachbereiche Politik- und Verwaltungswissenschaft, Rechtswissenschaft sowie Wirtschaftswissenschaft zusammengefasst sind. Zum 1. August 2020 wechselte er an die Universität Köln. Dort ist er Professor für Staatsrecht, Staatsphilosophie und Recht der Politik sowie Direktor des Seminars für Staatsphilosophie und Rechtspolitik.
Schönberger ist Mitglied der Vereinigung der Deutschen Staatsrechtslehrer, auf deren Tagung er 2011 in Münster Berichterstatter zum Thema „Höchstrichterliche Rechtsfindung und Auslegung gerichtlicher Entscheidungen“ war. Von 2014 bis 2018 war Schönberger Vorsitzender der Vereinigung für Verfassungsgeschichte. Im September 2019 gehörte er zu den etwa 100 Staatsrechtslehrern, die sich mit dem offenen Aufruf zum Wahlrecht Verkleinert den Bundestag! an den Deutschen Bundestag wandten.
Schönberger ist seit 2016 mit der Staatsrechtlerin Sophie Schönberger (geb. Lenski) verheiratet.

## Schriften (Auswahl)
Monografien
- Das Parlament im Anstaltsstaat. Zur Theorie parlamentarischer Repräsentation in der Staatsrechtslehre des Kaiserreichs (1871–1918). Klostermann, Frankfurt am Main 1997, ISBN 978-3-465-02920-5 (Dissertation).
- Unionsbürger. Europas föderales Bürgerrecht in vergleichender Sicht. Mohr Siebeck, Tübingen 2005, ISBN 978-3-16-148837-5 (Habilitationsschrift eingeschränkte Vorschau in der Google-Buchsuche).
- mit Matthias Jestaedt, Oliver Lepsius, Christoph Möllers: Das entgrenzte Gericht. Eine kritische Bilanz nach sechzig Jahren Bundesverfassungsgericht. Suhrkamp, Berlin 2011, ISBN 978-3-518-12638-7.
- Der „German Approach“. Die deutsche Staatsrechtslehre im Wissenschaftsvergleich. Mohr Siebeck, Tübingen 2015, ISBN 978-3-16-154205-3.
- Auf der Bank. Die Inszenierung der Regierung im Staatstheater des Parlaments. C. H. Beck, München 2022, ISBN 978-3-406-79159-8.
- mit Sophie Schönberger: Die Reichsbürger. Ermächtigungsversuche einer gespenstischen Bewegung. C. H. Beck, München 2023, ISBN 978-3-406-80750-3.

Herausgeberschaften
- mit Ivo Appel, Georg Hermes, Rainer Wahl: Öffentliches Recht im offenen Staat. Festschrift für Rainer Wahl zum 70. Geburtstag. Duncker & Humblot, Berlin 2011, ISBN 3-428-13382-X.
- mit Susanne Baer, Oliver Lepsius, Christian Waldhoff und Christian Walter: Jahrbuch des öffentlichen Rechts der Gegenwart (JöR). Mohr Siebeck, ISSN 0075-2517.
- mit Sophie Schönberger (Hrsg.): Die Reichsbürger – Verfassungsfeinde zwischen Staatsverweigerung und Verschwörungstheorie. Campus Verlag, Frankfurt am Main 2019, ISBN 978-3-593-51227-3.
- mit Andreas Thier, Lothar Schilling (Hrsg.): Verfassung und Öffentlichkeit in der Verfassungsgeschichte. Tagung der Vereinigung für Verfassungsgeschichte vom 22. bis 24. Februar 2016 auf der Insel Reichenau. Duncker & Humblot, Berlin 2020, ISBN 978-3-428-15997-0.
- Beiträge zur Rechtsgeschichte des 20. Jahrhunderts